# Stephanie von Hohenzollern-Sigmaringen

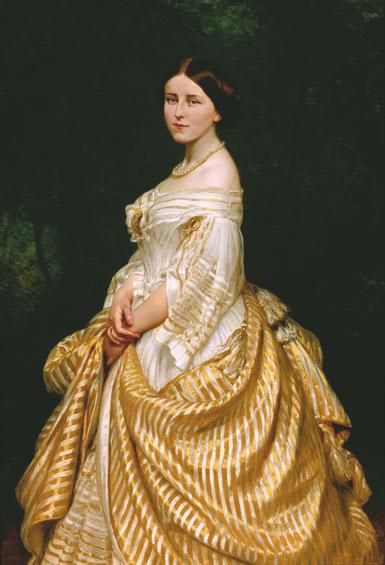
Prinzessin Stephanie von Hohenzollern-Sigmaringen, spätere Königin von Portugal, Karl Ferdinand Sohn, 1859

Stephanie Josepha Friederike Wilhelmine Antonia von Hohenzollern-Sigmaringen (* 15. Juli 1837 in Krauchenwies; † 17. Juli 1859 in Lissabon) war eine Prinzessin von Hohenzollern-Sigmaringen und durch Heirat Königin von Portugal.

## Leben

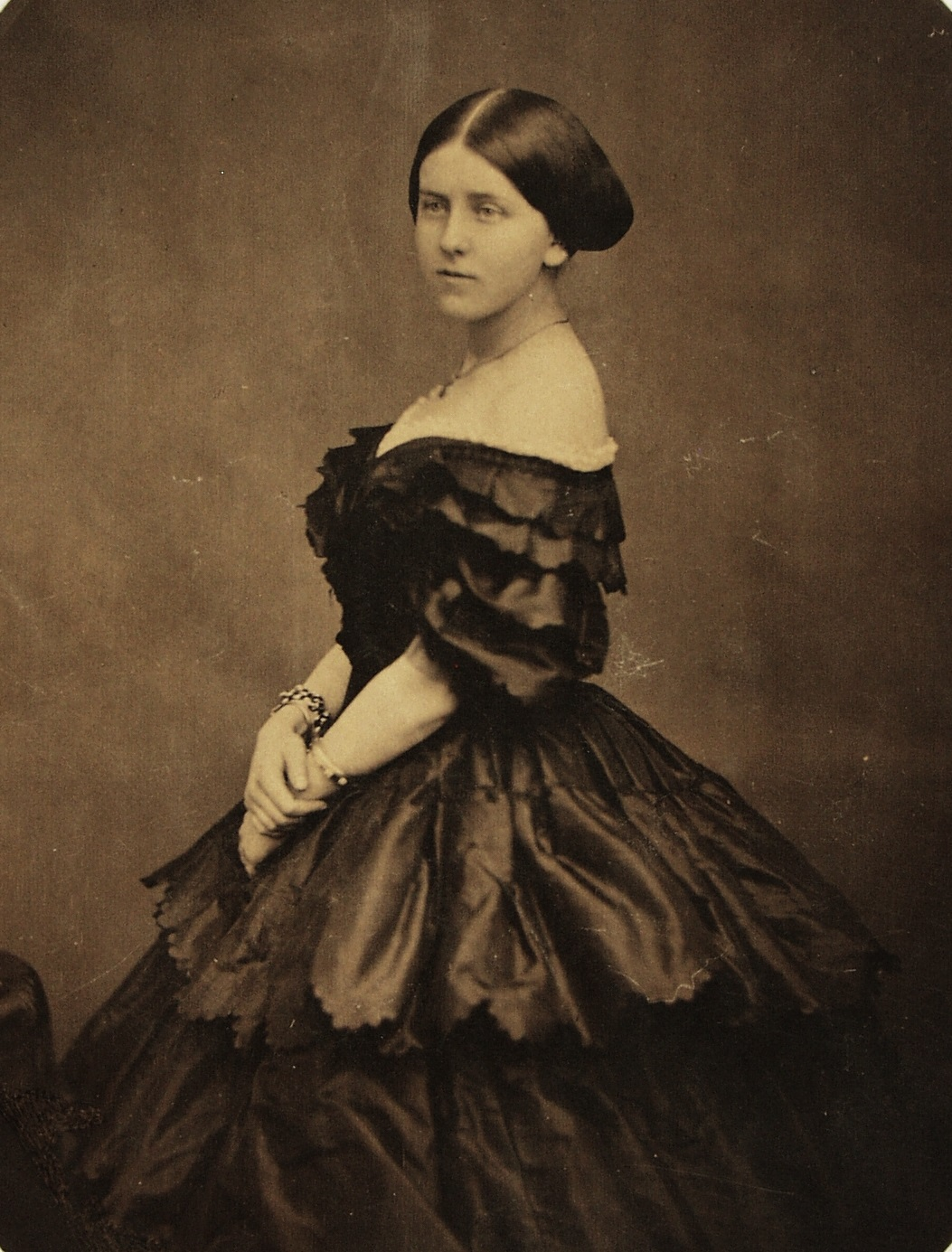
Königin Stephanie

Stephanie wurde als Tochter des Fürsten Karl Anton von Hohenzollern-Sigmaringen (1811–1885) und der Josephine (1813–1900), Tochter des Großherzogs Carl von Baden, auf Schloss Krauchenwies geboren. Sie hatte fünf Geschwister, darunter der spätere König Carol I. von Rumänien und der spanische Thronprätendent Leopold. Bis zu ihrer Eheschließung lebte Stephanie mit ihrer Familie in Düsseldorf, wo ihr Vater, der letzte Souverän des Fürstentums Hohenzollern-Sigmaringen, in der Funktion eines preußischen Divisionskommandeurs, in Stephanies 15. Lebensjahr, das Schloss Jägerhof als Residenz bezogen hatte. Die Prinzessin wurde künstlerisch ausgebildet unter anderem von Heinrich Mücke in Malerei und durch Clara Schumann am Klavier.
Sie heiratete am 18. Mai 1858 in Lissabon König Peter V. (1837–1861) von Portugal. Bereits im Dezember des Vorjahres hatte in Düsseldorf die Verlobung des Paares stattgefunden. Nach Portugal hatten sie ihr Bruder Leopold und der preußische Zeremonienmeister Rudolf von Stillfried-Rattonitz begleitet. Letzterer erhielt dafür die Erhebung zum Graf von Alcantara und damit zum portugiesischen Granden.

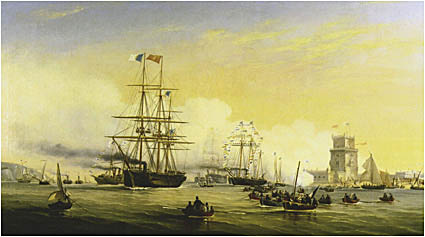
Ankunft Prinzessin Stephanies von Hohenzollern-Sigmaringen in Lissabon 1858 zu ihrer Hochzeit. (Gemälde von João Pedroso), im Hintergrund die Torre de Belém

Stephanie starb bereits ein Jahr nach der Hochzeit, von der portugiesischen Bevölkerung tief betrauert, im Alter von 22 Jahren an der Diphtherie, was Peter V. in schwere Depressionen versetzte. Wegen ihres frühen Todes blieb die Ehe mit Peter kinderlos. Ihr Ehemann starb nur zwei Jahre nach ihr.

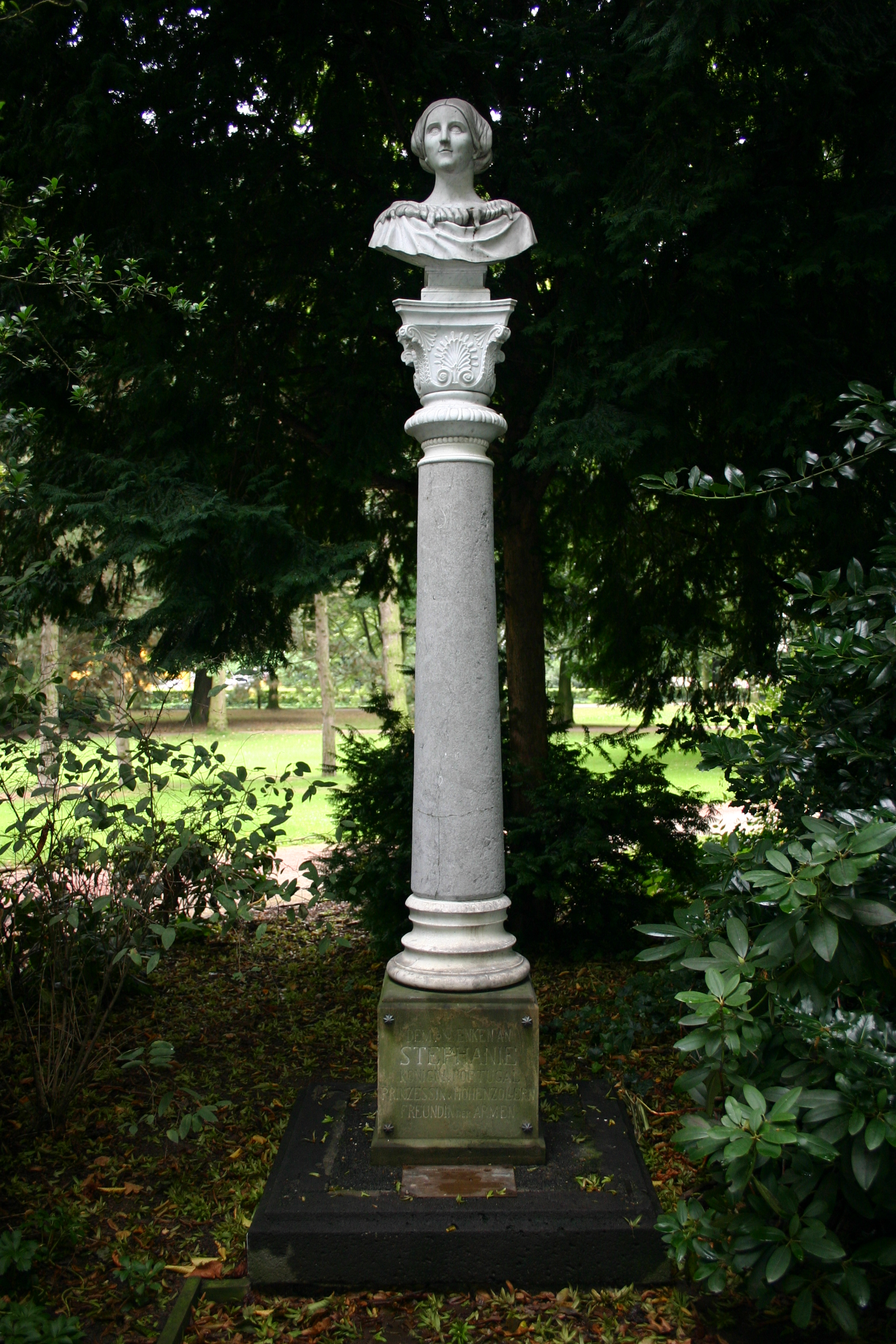
Denkmal für die Prinzessin Stephanie von Hohenzollern im Hofgarten (Düsseldorf)

Stephanie ist im Braganza-Pantheon des Klosters São Vicente de Fora in Lissabon bestattet.

## Rezeption
In Düsseldorf und später auch in Lissabon war die karitativ tätige Stephanie den Menschen als „Engel der Armen“ ein Begriff. Zur Erinnerung an ihre Heimat schenkten Düsseldorfer Bürger der scheidenden Prinzessin ein Album mit 25 Stadt- und Landschaftsansichten von führenden Mitgliedern der Düsseldorfer Malerschule. Bereits ein Jahr nach ihrem Tod wurde ihr in Düsseldorf ein Denkmal errichtet: Die Büste der Königin auf einer schwarzen Marmorsäule wurde durch den Schadowschüler Julius Bayerle geschaffen. Das Denkmal für die Prinzessin Stephanie von Hohenzollern wurde 1890 durch den Bildhauer Josef Tüshaus erneuert. Der Lyriker Wolfgang Müller von Königswinter verfasste 1859 ein Gedicht, das den Tod Stephanies beklagt.
Jedes Jahr am zweiten Sonntag im Mai gedenken die Schützen Düsseldorfs der Königin am Stephanientag. In der Stadtmitte von Düsseldorf erinnert die Stephanienstraße (Klosterstraße bis Leopold-Straße) an die Hohenzollern, ebenso ist nach Stephanie ein Krankenhaus in Zentrum Lissabons benannt. Düsseldorfer und Lissaboner Bürger stifteten eine Büste im heutigen portugiesischen Außenministerium. Eine Gedenkplakette befindet sich an der Gartenfront von Schloss Jägerhof in Düsseldorf.

## Archivinformationen
Stephanies Briefe aus Portugal an ihre Mutter, Josephine von Baden, zwischen 1858 und 1859 werden im Familienarchiv Hohenzollern-Sigmaringen aufbewahrt, das sich im Staatsarchiv Sigmaringen in Sigmaringen, Baden-Württemberg, befindet.